# Eublemma pectorora
Eublemma pectorora is een vlinder van de familie van de spinneruilen (Erebidae). De wetenschappelijke naam van deze soort is voor het eerst voorgesteld als Thalpochares pectorora door Thomas Pennington Lucas in een publicatie uit 1902.
De soort komt voor in Australië (Queensland).